# Vùng của Brasil

1 • Vùng Trung Tây
2 • Vùng Đông Bắc
3 • Vùng Bắc
4 • Vùng Đông Nam
5 • Vùng Nam

Brasil được chia làm 5 vùng bởi Instituto Brasileiro de Geografia e Estatística (IBGE). Các vùng này bao gồm các bang có đặc điểm chung về văn hóa, kinh tế, lịch sử và xã hội. Sự phân chia này được sử dụng rộng rãi ở Brasil bởi các thông tin được đưa ra bởi IBGE đều sử dụng hệ thống này.